# 828
Раннє Середньовіччя •  Епоха вікінгів •  Золота доба ісламу •  Реконкіста.

## Геополітична ситуація
У Східній Римській імперії триває правління Михаїла II Травла. У Франкському королівстві продовжується правління Людовика Благочестивого. Північ Італії належить Каролінзькій імперії, Рим і Равенна під управлінням Папи Римського, герцогства на південь від Римської області незалежні, деякі області на півночі та на півдні належать Візантії. Піренейський півострів, окрім Королівства Астурія, займає Кордовський емірат. Вессекс підпорядкував собі більшу частину Англії. Існують слов'янські держави: Перше Болгарське царство, Моравське князівство, Нітранське князівство.
Аббасидський халіфат очолює аль-Мамун. У Китаї править династія Тан. Велика частина Індії під контролем імперії Пала. В Японії триває період Хей'ан. Хозарський каганат підпорядкував собі кочові народи на великій степовій території між Азовським морем та Аралом. Територію на північ від Китаю займає Уйгурський каганат.
На території лісостепової України в IX столітті літописці згадують слов'янські племена білих хорватів, бужан, волинян, деревлян, дулібів, полян, сіверян, тиверців, уличів. У Північному Причорномор'ї співіснують різні кочові племена, зокрема булгари, хозари, алани, тюрки, угри, кримські готи. Херсонес Таврійський належить Візантії.

## Події
- Араби зайняли Сицилію.
- У Меріді двічі спалахувало повстання проти Кордовського емірату.
- Король Баварії Людовик II Німецький розділив словенські землі на 4 адміністративні області: маркграфство Фріульське відійшло до Італії, Крайна, Карантанія та частина Паннонії залишилися під владою франків.
- У Нітрі, тепер Словаччина, де правив Прібіна, побудована перша християнська церква.
- У Регенсбурзі охрестилися 14 знатних чехів.
- В Єгипті спалахнуло повстання коптів.
- Мощі святого Марка перевезено контрабандою у Венецію.